# Johann Sebastian Dang
Johann Sebastian Dang (* 6. September 1891 in Bretzenheim bei Mainz; † 18. August 1958 in Darmstadt) gründete zusammen mit Paul Rodemann 1945 im südhessischen Darmstadt die regionale Tageszeitung Darmstädter Echo.

## Leben
Schon mit zwei Jahren kam er durch den Umzug seiner Eltern nach Darmstadt. Hier war er Lehrer an mehreren Schulen, bevor er von den Nazis wegen „politischer Unzuverlässigkeit“ entlassen wurde.
In den folgenden Jahren arbeitete er als Korrektor und betätigte sich als Schriftsteller. Aus einer Artikelserie im Darmstädter Tagblatt entstand 1936 das Darmstädter Wörterbuch. Seit 1919 gehörte Dang der Deutschen Friedensgesellschaft an, deren Darmstädter Ortsgruppe er seit 1923 leitete. In dieser Eigenschaft rief er noch Mitte Januar 1933 eine Versammlung zum Thema „Hakenkreuz und Stahlhelm sind Deutschlands Untergang“ ein.
1945 erhielt er von der amerikanischen Militärbehörde die Lizenz zur Herausgabe einer Tageszeitung unter deutscher Leitung in Darmstadt. Entsprechend seinen Neigungen leitete Johann Sebastian Dang im Darmstädter Echo die Kulturredaktion. Im Dezember 1949 schied er als Gesellschafter aus dem Verlag aus, um sich fortan bis zu seinem Tod 1958 seinen literarischen Interessen zu widmen.